# 第12回サンフランシスコ映画批評家協会賞
第12回サンフランシスコ映画批評家協会賞は2013年の映画を対象としており、2013年12月13日にノミネーションが発表され、同年12月15日に結果が発表された。

## 受賞一覧
※受賞は太字

### 作品賞
- 『それでも夜は明ける』
  - 『ネブラスカ ふたつの心をつなぐ旅』
  - 『ゼロ・グラビティ』
  - 『ウルフ・オブ・ウォールストリート』
  - 『アメリカン・ハッスル』

### 監督賞
- アルフォンソ・キュアロン - 『ゼロ・グラビティ』
  - マーティン・スコセッシ - 『ウルフ・オブ・ウォールストリート』
  - デヴィッド・O・ラッセル - 『アメリカン・ハッスル』
  - スティーヴ・マックイーン - 『それでも夜は明ける』
  - スパイク・ジョーンズ - 『her/世界でひとつの彼女』

### 主演男優賞
- キウェテル・イジョフォー - 『それでも夜は明ける』
  - ロバート・レッドフォード - 『オール・イズ・ロスト 〜最後の手紙〜』
  - マシュー・マコノヒー - 『ダラス・バイヤーズクラブ』
  - ブルース・ダーン - 『ネブラスカ ふたつの心をつなぐ旅』
  - レオナルド・ディカプリオ - 『ウルフ・オブ・ウォールストリート』

### 主演女優賞
- ケイト・ブランシェット - 『ブルージャスミン』
  - ブリー・ラーソン - 『ショート・ターム』
  - サンドラ・ブロック - 『ゼロ・グラビティ』
  - ジュディ・デンチ - 『あなたを抱きしめる日まで』
  - アデル・エグザルホプロス - 『アデル、ブルーは熱い色』
  - メリル・ストリープ - 『8月の家族たち』

### 助演男優賞
- ジェームズ・フランコ - 『スプリング・ブレイカーズ』
  - マイケル・ファスベンダー - 『それでも夜は明ける』
  - ウィル・フォーテ - 『ネブラスカ ふたつの心をつなぐ旅』
  - バーカッド・アブディ - 『キャプテン・フィリップス』
  - ハリソン・フォード - 『42 〜世界を変えた男〜』
  - ジャレッド・レト - 『ダラス・バイヤーズクラブ』

### 助演女優賞
- ジェニファー・ローレンス - 『アメリカン・ハッスル』
  - レア・セドゥー - 『アデル、ブルーは熱い色』
  - オクタヴィア・スペンサー - 『フルートベール駅で』
  - ジューン・スキッブ - 『ネブラスカ ふたつの心をつなぐ旅』
  - ルピタ・ニョンゴ - 『それでも夜は明ける』

### 脚本賞
- エリック・ウォーレン・シンガー、デヴィッド・O・ラッセル - 『アメリカン・ハッスル』
  - スパイク・ジョーンズ - 『her/世界でひとつの彼女』
  - ボブ・ネルソン - 『ネブラスカ ふたつの心をつなぐ旅』
  - コーエン兄弟 - 『インサイド・ルーウィン・デイヴィス 名もなき男の歌』
  - アルフォンソ・キュアロン、ホナス・キュアロン - 『ゼロ・グラビティ』

### 脚色賞
- ジョン・リドリー - 『それでも夜は明ける』
  - ジュリー・デルピー、イーサン・ホーク、リチャード・リンクレイター - 『ビフォア・ミッドナイト』
  - スティーヴ・クーガン、ジェフ・ポープ - 『あなたを抱きしめる日まで』
  - テレンス・ウィンター - 『ウルフ・オブ・ウォールストリート』
  - スコット・ノイスタッター、マイケル・Ｈ・ウェバー - The Spectacular Now

### 撮影賞
- エマニュエル・ルベツキ - 『ゼロ・グラビティ』
  - ブリュノ・デルボネル - 『インサイド・ルーウィン・デイヴィス 名もなき男の歌』
  - ホイテ・ヴァン・ホイテマ - 『her/世界でひとつの彼女』
  - ショーン・ボビット - 『それでも夜は明ける』
  - フェドン・パパマイケル - 『ネブラスカ ふたつの心をつなぐ旅』

### 編集賞
- アルフォンソ・キュアロン、マーク・サンガー - 『ゼロ・グラビティ』
  - クリストファー・ラウズ - 『キャプテン・フィリップス』
  - ピート・ボドロー - 『オール・イズ・ロスト 〜最後の手紙〜』
  - ジョー・ウォーカー - 『それでも夜は明ける』
  - セルマ・スクーンメイカー - 『ウルフ・オブ・ウォールストリート』
  - アラン・ボームガーテン、ジェイ・キャシディ、クリスピン・ストラザーズ - 『アメリカン・ハッスル』

### 美術賞
- 『ゼロ・グラビティ』
  - 『アメリカン・ハッスル』
  - 『her/世界でひとつの彼女』
  - 『インサイド・ルーウィン・デイヴィス 名もなき男の歌』
  - 『それでも夜は明ける』

### アニメ映画賞
- 『アナと雪の女王』
  - 『風立ちぬ』
  - 『クルードさんちのはじめての冒険』
  - 『怪盗グルーのミニオン危機一発』
  - 『モンスターズユニバーシティ』

### 外国語映画賞
- 『アデル、ブルーは熱い色』 フランス
  - 『偽りなき者』 デンマーク
  - 『ある過去の行方』 イラン
  - 『シージャック』 デンマーク
  - 『少女は自転車にのって』 サウジアラビア

### ドキュメンタリー映画賞
- 『アクト・オブ・キリング』
  - 『ランス・アームストロング ツール・ド・フランス7冠の真実』
  - 『物語る私たち』
  - Blackfish
  - 『バックコーラスの歌姫たち』

### 特別賞
- Computer Chess

### マーロン・リッグス賞
- ライアン・クーグラー
- クリス・スラットン